# Ys (ciudad)

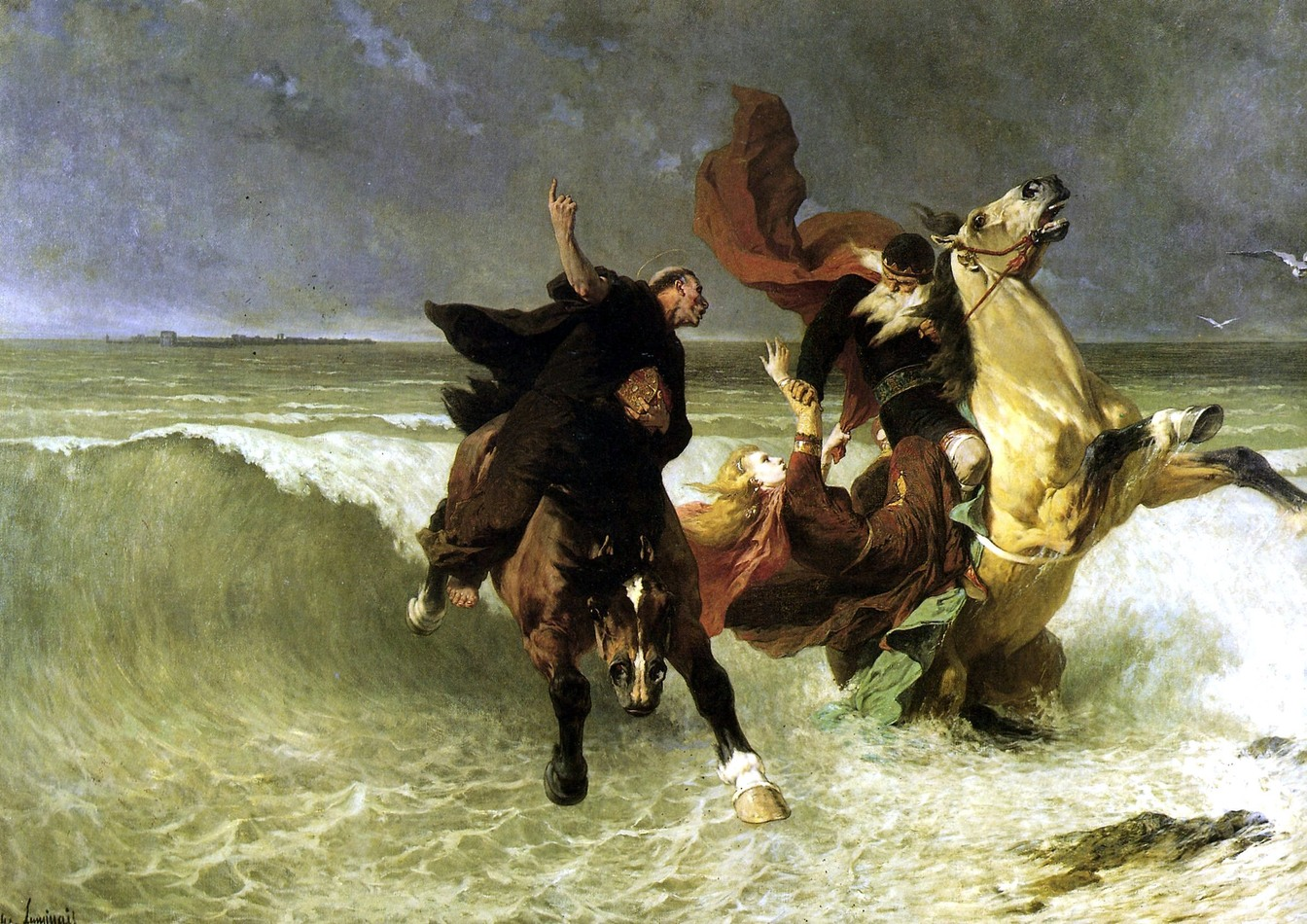
Huida del Rey Gradlon, por E. V. Luminais, 1884 (Musée des Beaux-Arts, Quimper).

Ys, también escrito Is o Ker-Is en bretón, y Ker-Ys en francés (ker significa  ciudad en bretón), es una ciudad mitológica que fue construida en la costa de Bretaña y posteriormente engullida por el océano. La mayoría de las versiones de la leyenda sitúan esta ciudad en la bahía de Douarnenez, es notable el parecido con la historia de la Atlántida.

## La leyenda

### Orígenes
De acuerdo con algunas versiones de la leyenda, Ys fue construida por debajo del nivel del mar por Gradlon (Gralon en bretón), rey de Cornualles, a petición de su hija Dahut (también llamada Ahès), quien amaba el mar.
En otras versiones, la Bretaña se hunde lentamente e Ys fue fundada 2000 años antes del reinado de Gradlon, en un lugar aún seco frente a la actual bahía de Douarnenez pero, al comienzo del reinado de Gradlon, Ys se situaba por debajo del nivel del mar en marea alta.
Para proteger Ys de inundaciones, se construyó un dique con una puerta que se abría a los barcos durante la marea baja. La única llave para abrir la puerta la poseía el rey.

### Caída
Ys fue la más maravillosa e impresionante ciudad del mundo, pero rápidamente llegó a convertirse en la ciudad del pecado bajo la influencia de Dahut. Ella organizaba orgías y tenía el hábito de asesinar a sus amantes con la llegada del amanecer. San Guénolé censuró la corrupción de Ys y advirtió de la ira de Dios y el castigo pero fue ignorado por Dahut y la población.
Un día, un caballero vestido de rojo llegó a Ys. Dahut le pidió que fuera con ella y una noche, él aceptó. Una tormenta comenzó en mitad de la noche, y se podían oír las olas golpeando contra la puerta del dique y las paredes de bronce. Dahut le dijo al caballero: "Deja que la tormenta azote, las puertas de la ciudad son fuertes y es el rey Gradlon, mi padre, quien porta la única llave, en su cuello". Él respondió: "Tu padre el rey duerme, ahora tú puedes tomar su llave fácilmente." Dahut robó la llave a su padre y se la dio al caballero, quien no era otro que el diablo. El diablo, o, en otra versión de la historia, la propia Dahut, a continuación, abrió la puerta.
Debido a que la puerta fue abierta durante la tormenta y había marea alta, una ola tan alta como una montaña entró en Ys. El rey Gradlon y su hija, montaron en Morvarc'h, su caballo mágico. San Guénolé, se aproximó a ellos y le dijo a Gradlon: "¡Haz retroceder el demonio que está sentado detrás de ti!". Inicialmente, Gradlon se negó, pero finalmente aceptó y empujó a su hija al mar. El mar engulló a Dahut, convirtiéndose en una sirena.
Gradlon se refugió en Quimper, convirtiéndose en su nueva capital. Se hizo una estatua ecuestre de Gradlon y aún se encuentra al día de hoy entre las torres de la Catedral de Saint Corentin en Quimper. Se dice que las campanas de las iglesias de Ys todavía pueden ser escuchadas con el mar en calma. Una leyenda dice que cuando París sea engullida por el mar, la ciudad de Ys resurgirá de las olas: Pa vo beuzet Paris, Ec'h adsavo Ker Is (Par-Is significa en bretón, "similar a Ys" ).
Esta historia también se suele ver, a veces, como la victoria del cristianismo (Gradlon fue convertido por San Guénolé) sobre el druidismo (Dahut y la mayoría de los habitantes de Ys eran adoradores de dioses celtas). Sin embargo, un cuento bretón afirma que Gradlon se reunió, habló y consoló al último druida en Bretaña, y supervisó su entierro pagano, antes de construir una capilla en su bosque sagrado.[cita requerida]

## Uso posterior de la leyenda
La leyenda de Ys se limitó al folclore de Bretaña hasta 1839, cuando Théodore Hersart de la Villemarqué publicó una colección de canciones populares recogidas de la tradición oral, Barzaz Breiz. La colección alcanzó una amplia distribución y llevó la cultura bretona a la conciencia europea. Una de las canciones más antiguas recogidas era esta historia. La poetisa medieval María de Francia también escribió poesía y relatos acerca de la leyenda de Ys.

### Literatura
- Alain Deschamps y Claude Auclair son los autores de un cómic basado en la leyenda de Ys, llamado Bran Ruz (cuervo rojo).

- El autor Robert W. Chambers realizó el relato corto "The Demoiselle d'Ys" (de su colección de fantasía El rey de amarillo, 1895) en la Bretaña medieval/contemporánea.

- Poul Anderson y su esposa Karen escribieron una tetralogía de novelas, El rey de Ys, en la década de 1980. Antes de esa serie, el escritor de fantasía A. Merritt en su novela Creep, Shadow! tomó partes de la leyenda de Ys.

- Jack Vance situó Ys como una de las ciudades del reino de South Ulfland en su Lyonesse Trilogy.

- El escritor holandés Iman Wilkens dice en su libro Where Troy Once Stood, que la Guerra de Troya y otros eventos de los poemas épicos de Homero, la Ilíada y la Odisea tuvieron lugar en el Océano Atlántico y en el Mar del Norte; dice que la ciudad de Ismara, saqueada por los hombres de Ulises después de dejar Troya, era de hecho Ys. Las sugerencias de Wilkens no han atraído la atención de los principales estudiosos.

- La novela de A. S. Byatt, Posesión, con el que ganó el Premio Booker en 1990, realiza frecuentes referencias a la mitología bretona y la leyenda, incluyendo la historia de Ys.

### Pintura
- La pintura de E. V. Luminais tuvo éxito en el Salón de París en 1884.

### Música
- En el primer libro de los Preludios de Claude Debussy, publicado en 1910, la evocadora La Cathédrale engloutie recuerda a la catedral de la ciudad de Ys, con la sonoridad aguada de sus campanas espectrales.

- El compositor francés Édouard Lalo escribió la ópera Le roi d'Ys, la cual estaba basada en la leyenda de Ys. Se estrenó en París el 7 de mayo de 1888.

- El músico Alan Stivell grabó una pista instrumental llamada "Ys" en su álbum de 1972 Renaissance de la Harpe Celtique.

- La cantante Joanna Newsom sacó un álbum en 2006 llamado Ys.[1]

- La banda de Rock progresivo Il balletto di bronzo también tiene un álbum conceptual llamado Ys.

- La banda de heavy metal, Bal-Sagoth ha incluido Ys en muchas de sus canciones.

### Videojuegos
- La compañía de videojuegos japonesa Falcom creó una serie de videojuegos llamada Ys en 1987, y ha llegado a ser muy popular tanto en Japón como en Estados Unidos.

- La compañía de videojuegos americana Bungie Studios incluyó una referencia a Ys en su saga de juegos Myth; el "Reino ahogado de Yer-Ks" es visible en la esquina noreste del mapa del mundo.[2]

- La compañía americana Rio Grande Games ha publicado Ys--un juego de mesa basado en la leyenda.

- El famoso videojuego para celulares Fate/Grand Order desarrollado por Delightworks y distribuido por Aniplex hizo uso de la leyenda de Ys en una de sus misiones en la cual conforma parte de un territorio Mítico conocido como Agartha.[3]